# Anton Konrath
Anton Konrath (* 14. Mai 1888 in Innsbruck; † 22. April 1981 in Bad Ischl) war ein österreichischer Dirigent, Pianist und Komponist.

## Leben
Konrath wurde bei Josef Pembaur dem Älteren und Franz Ludwig Marschner in Innsbruck ausgebildet. Von 1913 bis 1927 war er Dirigent des Wiener Tonkünstler-Orchesters, mit dem er als einer der Pioniere der Aufzeichnung von Orchesteraufführungen u. a. Bruckner-Sinfonien aufnahm, aber auch Werke zeitgenössischer Komponisten wie José Rozo Contreras, Karl Schiske, Jenő Takács und Guido Binkau (1900–1969) uraufführte. 1941 entstand unter seiner Leitung beim Reichssender Wien eine Aufnahme des d-Moll-Konzerts BWV 1043 von Johann Sebastian Bach.
Daneben dirigierte er zwischen 1927 und 1944 regelmäßig Konzerte der Wiener Singakademie. Von 1947 bis 1955 war er ständiger Dirigent des Linzer Konzertvereins und Direktor des Linzer Konservatoriums. Später dirigierte er die Grazer Philharmoniker.
Als Komponist schuf er eine Symphonie, ein Vorspiel zu einem Drama, Orchester- und Sololieder. Er orchestrierte auch Lieder von Hugo Wolf. Seine Kompositionen wurden im Zweiten Weltkrieg vernichtet.

## Auszeichnungen
- Berufstitel Professor, 1924
- Anton-Bruckner-Ring der Wiener Symphoniker